# 주한 콜롬비아 대사관
주한 콜롬비아 대사관(스페인어: Embajada de Colombia en Corea)은 대한민국 서울특별시 종로구 세종로 1 교보생명보험 빌딩 11층에 위치하고 있는 콜롬비아 대사관이다. 현직 주한 콜롬비아 대사는 후안 카를로스 카이사 로세로이다.

## 역사
콜롬비아는 6.25 전쟁에서 중남미 국가로는 유일하게 유엔사령부 휘하 부대인 콜롬비아 대대를 파견하여 대한민국을 지원했으며 1962년 3월 10일에 대한민국과 수교했다. 대한민국은 1971년 6월 10일에 콜롬비아 보고타에 주콜롬비아 대한민국 대사관을 설립했다. 콜롬비아는 대한민국과 수교한 이후에 한동안 주일본 콜롬비아 대사관에서 대한민국과 관련된 외교 임무를 겸임해 오다가 1978년 7월 27일에 대한민국 서울에 주한 콜롬비아 대사관을 설립했다.

## 주요 업무
주요 업무는 대한민국 정부와의 외교 교섭과 국제 협력, 경제, 통상 교섭, 양국 문화, 학술, 체육 교류 및 협력, 외교 정책 홍보, 대한민국 거주 콜롬비아 국민의 보호와 지도, 문서의 공증, 국적, 호적, 여권 및 사증 업무 등이다. 주한 콜롬비아 대사관에서는 몽골과 관련된 외교 임무를 겸임하고 있다.

## 같이 보기
관련 항목
- 콜롬비아의 재외공관 목록
- 대한민국 주재 외국공관 목록
- 대한민국-콜롬비아 관계
- 주콜롬비아 대한민국 대사관

교보생명보험 빌딩 관련
- 주한 호주 대사관
- 주한 오스트리아 대사관
- 주한 핀란드 대사관
- 주한 리투아니아 대사관